# Lamoria zelleri

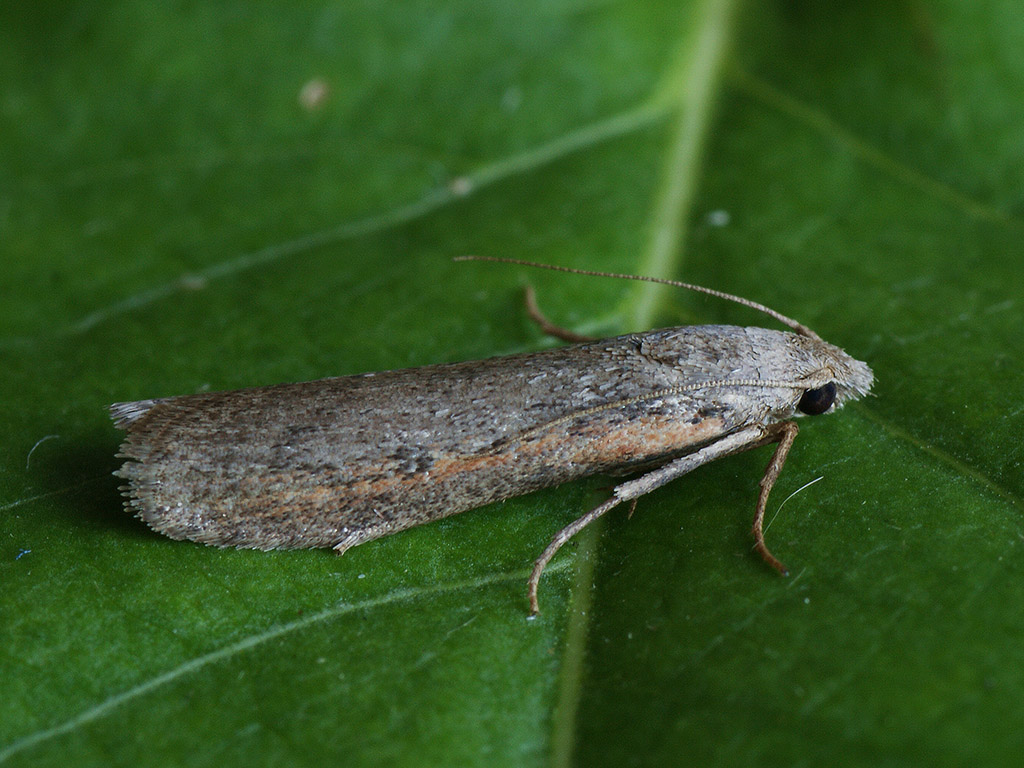

Lamoria zelleri ist ein Schmetterling aus der Unterfamilie der Wachsmotten (Galleriinae), die zu den Zünslern (Pyralidae) gehört. Bis zu einer Veröffentlichung des französischen Entomologen Patrice Leraut im Jahr 2014 war die Art als Aphomia zelleri bekannt. Erstbeschreiber der Art ist Joseph de Joannis, der diese 1932 Melissoblaptes zelleri nannte. Ein weiteres Synonym ist Aphomia bipunctanus Zeller, 1848, nec Curtis, 1828. Im englischen Sprachraum wird die Art als „Twin-spot Honey Moth“ („Zweipunkt-Honigmotte“) bezeichnet.

## Merkmale
Die Schmetterlinge weisen eine Flügelspannweite von 20–37 mm auf. Die Falter sind graubraun gefärbt. Die Vorderflügel weisen in der vorderen Flügelhälfte zwei dunkle Flecke auf. Die hintere Flügelhälfte ist mit dunklen Pigmenten übersät. In der Postdiskalregion verlaufen dunkle Längsstreifen. Die cremefarbenen Hinterflügel sind ohne Musterung. Die Männchen sind wesentlich kleiner als die Weibchen. Die Raupen sind dunkelbraun bis schwarz gefärbt und besitzen eine braune Kopfkapsel.

## Verbreitung
Die Art ist in Europa weit verbreitet. Im Norden reicht das Vorkommen bis nach Fennoskandinavien, im Süden bis in den Mittelmeerraum. In England ist das Vorkommen auf die sandige Küstenlandschaft von Norfolk, Suffolk und Ost-Kent beschränkt.

## Lebensweise
Die Schmetterlingsart kommt in Sandgebieten an der Küste als auch im Binnenland vor. Die Raupen entwickeln sich in einer Tiefe von 3–4 cm Tiefe im Sandboden, beispielsweise im Wurzelwerk von Zypressen-Wolfsmilch, wo sie in einer vertikalen Gespinströhre leben. Die Schmetterlinge fliegen in den Monaten Juni bis August. Sie sind hauptsächlich nachtaktiv.